# Agnieszka Warchulska
Agnieszka Warchulska (ur. 15 maja 1972 w Ostrowcu Świętokrzyskim) – polska aktorka teatralna i filmowa.

## Życiorys
W 1996 ukończyła Warszawską Szkołę Teatralną. W latach 1996–2002 należała do zespołu Teatru Ateneum im. S. Jaracza w Warszawie, w którym zagrała m.in. Dziwkę w Korowodzie, Roksanę w Cyrano de Bregerac i Maję Ochołowską w Opętanych. Współpracowała także z Teatrem Współczesnym w Warszawie (jako Krystyna w Wielkanocy), Teatrem Dramatycznym w Wałbrzychu (jako Gloria w Czyż nie dobija się koni?, Ludmiła Stahl w Młodym Stalinie i Pani Robinson w Absolwencie), Teatrem Narodowym w Warszawie (jako Desdemona w Otellu), ze Sceną Przodownik (jako Kobieta II w Gardenii i Żanet w Przylgnięciu) i Sceną na Woli (jako Muza w Wyzwoleniu). Zagrała także liczne role w Teatrze Telewizji, m.in. w Pieniądzach innych ludzi oraz Bracie Elvisie.
Jako aktorka filmowa wystąpiła m.in. w Cwale (1995) Krzysztofa Zanussiego, Długu (1999) Krzysztofa Krauze, Teraz ja (2005) Anny Jadowskiej, Wieży (2007) Agnieszki Trzos i Dlaczego nie! (2007) Ryszarda Zatorskiego. Brała udział w przesłuchaniach do głównej roli w filmie Wojciecha Smarzowskiego Róża.
4 września 2004 poślubiła aktora Przemysława Sadowskiego, z którym ma dwóch synów: Jana (ur. 2005) i Franciszka (ur. 2011).

## Filmografia

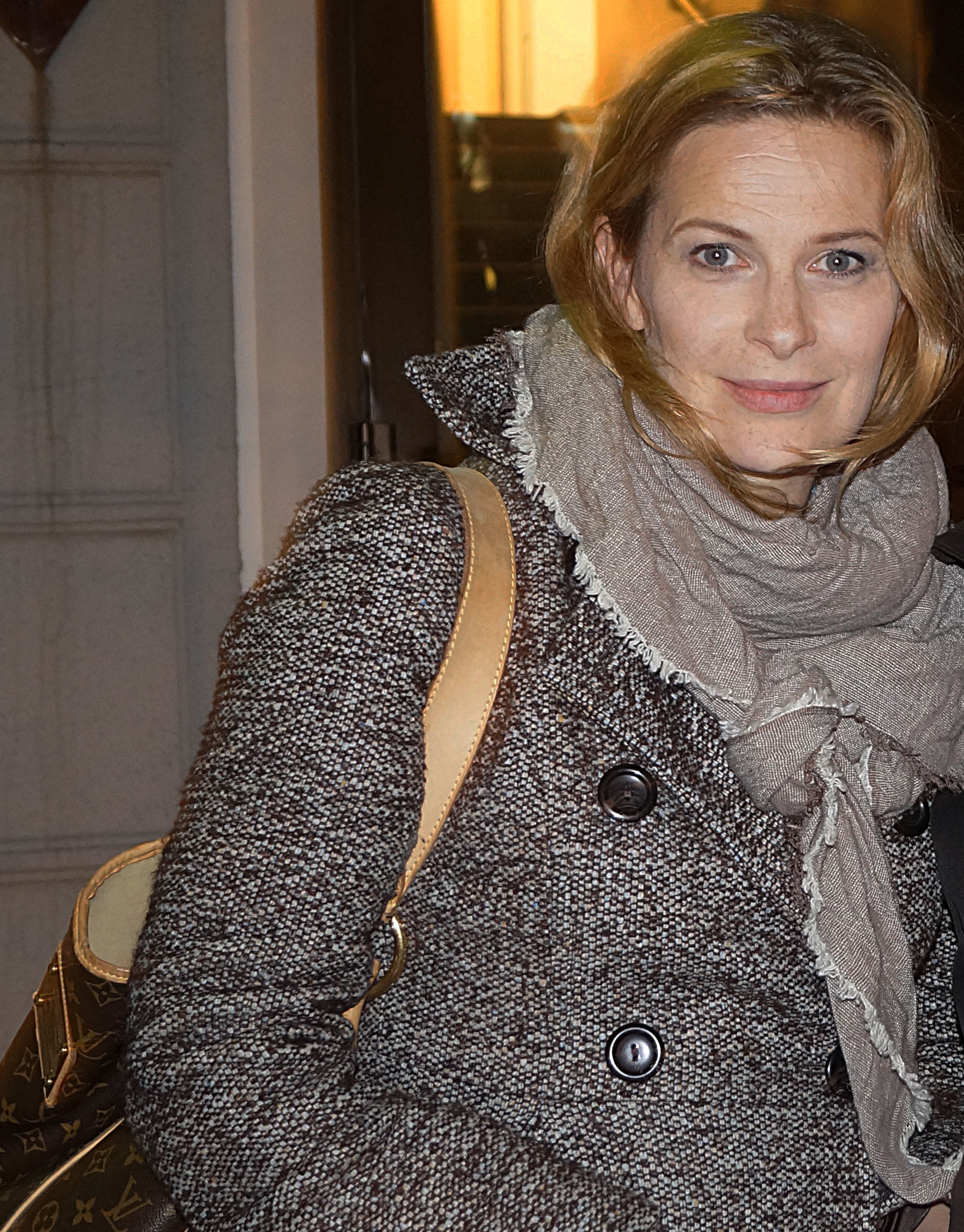
Agnieszka Warchulska (2017)

- Cwał (1996), jako dyrektorka szkoły
- Wojenna narzeczona (1997) TV, jako Anna Barska
- Linia opóźniająca (1997), jako piosenkarka
- Sława i chwała (1997), jako Hania Wolska
- Pierwszy milion (1999), jako Dominika Lewicka
- Dług (1998), jako Jola, dziewczyna Stefana
- Prawo ojca (1999), jako żona Korda
- Na dobre i na złe (1999–2000) TV, jako siostra Katarzyna Gostyńska
- Miasteczko (1999–2001) TV, jako Teresa
- Zaginiona (2002) TV, jako Magda Ostrowska, dziennikarka radia Arena
- Sfora (2002) TV, jako żona Sulimy
- Tak czy nie (2003) TV, jako Karolina Melanowska
- Na Wspólnej (2003-2019), doktor Lis
- Wieża (2004), jako Ewa Pakulska
- Kryminalni (2004), jako Wanda Pasik (odc. 4)
- M jak miłość (2004–2005, 2007–2008) TV, jako Alicja Schmidt
- Teraz ja (2005), jako Hanka
- Siedem grzechów popcooltury (2005), jako Magda
- Wieża (2005), jako Ewa Pakulska
- Pogoda na piątek (2006–2007) TV, jako Kamila Koralczyk
- Dlaczego nie! (2007), jako Ewa, szefowa firmy kateringowej
- Pitbull (2007), jako Katarzyna Żukiewicz (odc. 7)
- Niania (2008), jako Olga
- Faceci do wzięcia (2008), jako komornik
- 39 i pół (2009), jako Ewa Sawczuk koleżanka Darka z liceum
- Przystań (2009), jako Joanna, była żona Grzegorza
- Trick (2010), jako dziennikarka Jowita
- 7 minut (2010), jako Marta
- Prawo Agaty (2012), jako Paulina Szczucka (odc. 17)
- Na krawędzi (2013), jako Jolka Kamińska, żona Tomasza
- Hotel 52 (2013), jako Barbara, matka Mai (odc. 90)
- Na krawędzi 2 (2014), jako Jolka Kamińska, żona Tomasza
- Komisarz Alex (2015), jako Maja Merker
- Kobiety bez wstydu (2016), doktor Annelise Glanz
- Ojciec Mateusz jako Joanna Cholewa (2013, odc. 124) oraz jako Agnieszka Fornal (2017, odc. 222)
- Druga szansa (2017), jako matka Filipa
- Znaki (2018), jako inspektor Janina Osińska, funkcjonariuszka Centralnego Biura Śledczego
- Powrót (2018), jako Anna Wysocka, matka Urszuli
- Diagnoza (2019), jako Alina Brylska
- Barwy szczęścia (2019), jako Iza Małek
- 365 dni (2020), jako Dyrektor Banku
- The end (2021), jako Agnieszka Warchulska
- Stancja (2021), jako Ela

## Role teatralne
- Korowód (1997)
- Wesele Figara (1997)
- Vita Nuova (1998)
- Cyrano de Bergerac (1999)
- Opętani (2000)
- Wielkanoc (2001)
- Japes (2002)
- Przerżnąć sprawę (2003)
- Czyż nie dobija się koni (2003)
- Biznes (2004)
- Prywatna klinika (2004)
- Przyjęcie (2005)
- Pół żartem pół sercem (2007)
- Steruj krwią swoją do Oceanu (2007)
- Gardenia (2007)
- Kurz (2008)
- Otello (2007)
- Przylgnięcie (2007)
- Biedny Ja, Suka i Jej Nowy Koleś (2009)
- Podwójna rezerwacja (2010)
- Merlin (2010)
- Absolwent (2013)
- Klejnoty (2013)
- Młody Stalin. Prawdopodobna historia (2013)
- Trzy siostry (2014)
- Bez wyjścia (2014)
- Szalbierz (2014)
- Moja pierwsza śmierć w Wenecji (2015)
- Miarka za miarkę (2016)
- Harper (2016)
- Pijani (2018)
- Sen nocy letniej (2018)

Teatr Telewizji
- Iwanow (1996)
- Wniebowstąpienie (1998)
- Dziady (1998)
- Czyściec (1998)
- Cesarski szaleniec (1998)
- Brat Elvis (2001)
- Pieniądze innych ludzi (2001)
- Siedem dalekich rejsów (2001)
- Pół żartem pół sercem
- Przyjęcie (2008)

## Dubbing
- 2019: The Mandalorian – Fennec Shand
- 2010: Heavy Rain – Madison Paige
- 2006: Sposób na rekina – Kordelia
- 2006: Po rozum do mrówek – Hova
- 2005: V jak Vendetta – Laser Lass
- 2005: Lilo i Stich 2: Mały feler Sticha – Nani
- 2005: Kirikou i czarownica
- 2002: Lilo i Stich – Nani
- 2000: 102 dalmatyńczyki – Chloe Simon